# Augustinerbräu
Augustiner-Bräu Wagner KG (även känt som Augustiner eller Augustiner-Bräu) är ett tyskt bryggeri med säte i München. Bryggeriet grundades år 1328 av munkar tillhörande Augustinerorden. Bryggeriet är ett av de sex bryggerier som får sälja sin öl på Oktoberfest.

## Historia
År 1294 bosatte sig munkar tillhörande Augustinerorden utanför München, på order från biskopen av Freising och  hertigen av Bayern Rudolf I. Munkar fortsatte att bosätta sig utanför stadens murar fram till 1320, då augustinerklostret färdigställdes. Bryggeriet hävdar att det är grundat år 1328, vilket påstås bevisas i ett dokument berörande stadsbranden i München år 1327. Dessa uppgifter är dock tvivelaktiga, och bryggeriets existens går som äldst att bevisa till år 1411, vilket gör det till Münchens äldsta aktiva bryggeri och företagsverksamhet överhuvudtaget.  
När den tyska sekulariseringen inleddes under 1800-talet så tvingades munkarna år 1803 att lämna klostret, kvar blev dock bryggeriet, initialt under statlig ägo innan det såldes vidare. Bryggeriet tvingades även att flytta till nya lokaler år 1817 på grund av lokalernas väldigt dåliga skick. År 1829 köptes bryggeriet upp av familjen Wagner från Attaching.

Initialt var Anton Wagner företagets ägare och chef, fram till sin död 1844. Efter Anton Wagners död tog hans fru Therese Wagner över och drev bryggeriet. Therese Wagner avled år 1858 och hennes son Josef Wagner tog över bryggeriet. Under Josef Wagners ledning kom bryggeriet att blomstra, med nya produktionslokaler och produktionsmetoder så ökade successivt bryggeriets årsproduktion. Bokstäverna J och W i bryggeriets logotyp är ett arv från denna tid, då det är Josef Wagners initialer. Bryggeriet flyttade återigen år 1884, denna gång till nya större lokaler på Landsbergerstraße i München. I samband med detta konverterades även huvudkontoret och det tidigare bryggeriet till en större restaurang. Bryggeriet skadades svårt under allierade bombräder mot München under andra världskriget, då ca 60 procent av byggnaderna förstördes. 
Bolaget kvarstannade i familjen Wagners ägo fram till 1996, då Josef Wagners sista ättling Edith Haberland-Wagner gick bort. Edith Haberland-Wagner hade vid sin död testamenterat allt sitt ägande i bryggeriet till en fond kallad Edith Haberland-Wagnerfonden, som än idag äger 51 procent av bryggeriet.

## Marknadsföring och försäljning

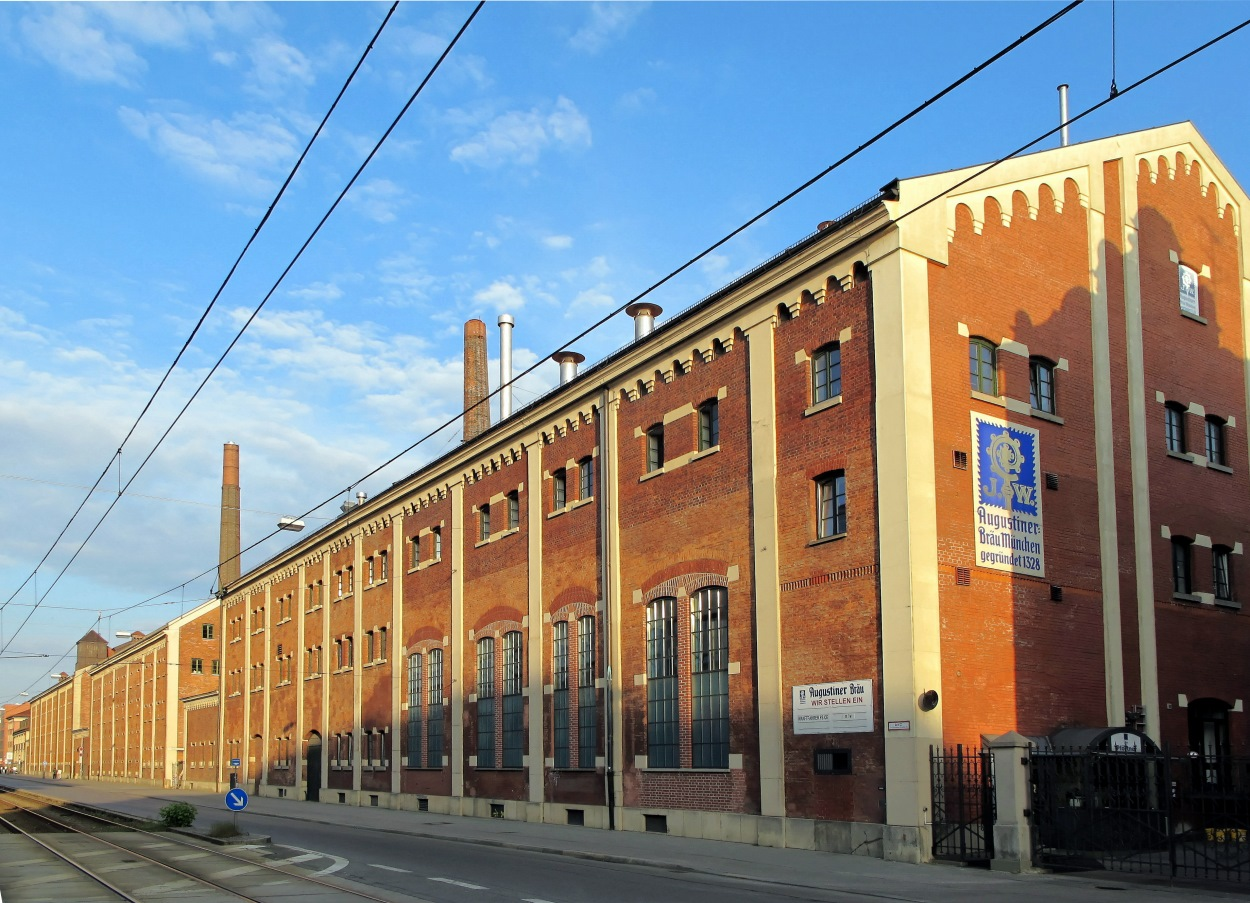
Bryggeriet på Landsbergerstraße

Bryggeriet har länge ansetts vara väldigt traditionellt i både sin produktion och marknadsföring, då bryggeriet praktiskt taget inte marknadsför sig själva. Trots en brist på marknadsföring så stod bryggeriet 2010 för en väldigt stor del av försäljningen i Berlin. Bryggeriet är även det enda av de större bryggerierna i München som inte tillhör någon slags större koncern eller samarbete.. Bryggeriet är även ett av få som inte bytt från den traditionella "Euroflaskan" till "NRW-flaskan".
Bryggeriet har länge medverkat i den traditionella oktoberfest-festivalen som ett av endast sex bryggerier. Bryggeriet äger också över 60 olika restauranger.

## Produkter

### Produkter 2024[8]
Lageröl

Augustiner Lagerbier Hell

- Augustiner Lagerbier Hell - en ljus lageröl av hellestyp, med en alkoholhalt på 5,2%. Säljs år 2024 på systembolaget.
- Augustiner Dunkel - en mörk lageröl av typen dunkel, med en alkoholhalt på 5,6%. Säljs år 2024 på systembolaget.
- Augustiner Pils - en ljus lager av pilsnertyp, med en alkoholhalt på 5,6%. Säljs år 2024 på systembolaget.
- Augustiner Edelstoff - en ljus något starkare lager, med en sötare smak och en alkoholhalt på 5,6%. Säljs år 2024 på systembolaget.

Veteöl
- Augustiner Weißbier - en ljus veteöl med en alkoholhalt på 5,4%. Säljs år 2024 på systembolaget.

Specialöl
- Augustiner Oktoberfestbier - en ljus öl av märzentyp, med en alkoholhalt på 6,3%. Produceras och säljs endast på hösten i samband med Oktoberfest.
- Augustiner Heller Bock - en starkare ljus lager, en så kallad bocköl med en alkoholhalt på 7,5%. Produceras och säljs endast på våren.
- Augustiner Maximator - en mörk starkare öl, en så kallad dubbelbock, med en alkoholhalt på 7,5%. Produceras och säljs endast på våren.

Alkoholfri öl
- Augustiner Alkoholfrei Hell - en alkoholfri ljus lageröl av hellestyp.